# Arsenał w Genewie

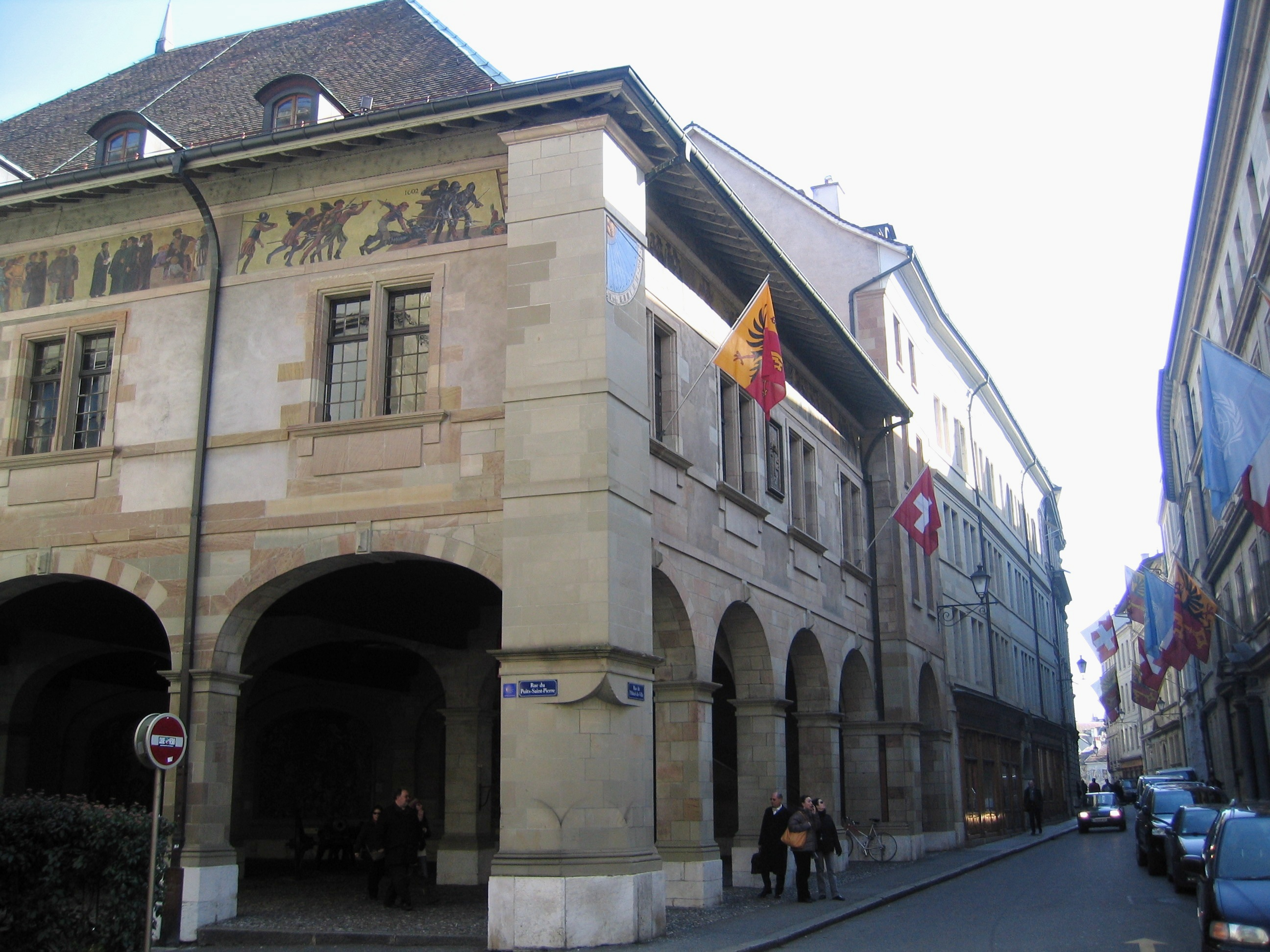
Arsenał w 2009 roku

Arsenał (fr. Arsenal) – zabytkowa budowla w centrum starego miasta w Genewie w Szwajcarii. Nazwa pochodzi stąd, że przez pewien czas mieściła arsenał miejski.
Znajduje się na rogu Rue de l’Hôtel-de-Ville i Rue du Puits Saint-Pierre. Pierwotna, drewniana budowla wzniesiona w tym miejscu pełniła funkcję spichlerza miejskiego, gromadzącego strategiczne zapasy zboża. W roku 1634 zastąpiono ją obecnym murowanym budynkiem. W 1720 r. urządzono tu arsenał miejski, którą to funkcję obiekt pełnił do 1877 r. Później znajdowało się tu m.in. muzeum broni i uzbrojenia, posterunek policji i in. Obecnie, od 1972 r. mieści się genewskie Archiwum Państwowe (fr. Archives d’État de Genève).
Znaczną część parteru budowli zajmuje arkadowe podcienie. Jego ścianę pokrywają trzy mozaiki projektu A. Cingrii z 1949 r., przedstawiające trzy ważne wydarzenia z historii Genewy:
- 58 r. p.n.e. – przybycie Juliusza Cezara do Genewy;
- Średniowiecze – hrabia Genewy i słynne targi genewskie;
- XVII w. – przyjęcie hugenotów wypędzonych z Francji po odwołaniu Edyktu nantejskiego.

Powyżej okien piętra, pod wydatnym okapem dachu arsenału biegnie fryz, malowany w 1893 r. przez G. de Beaumonta i odnowiony po pożarze przez Benoît de Dardela, a przedstawiający kolejne okresy z historii miasta:
- czasy państwa Allobrogów;
- dominacja rzymska;
- epoka burgundzka;
- Średniowiecze;
- Reformacja;
- odparcie ostatniego najazdu Sabaudczyków – tzw. l'Escalade;
- wejście Genewy do Konfederacji Szwajcarskiej;
- okres demokracji i głosowanie powszechne.

Wystrój budynku uzupełniają płaskorzeźbiony i malowany herb Genewy oraz zegar słoneczny.
Pamiątką po dawnej funkcji arsenału jest pięć armat, ustawionych pod arkadami, a pochodzących z baterii, broniących miasta w XVII i XVIII w. Stąd popularna wśród genewczyków nazwa tego miejsca: Les canons ((fr.) "Armaty").